# Marie-Anne de Mailly-Rubempré

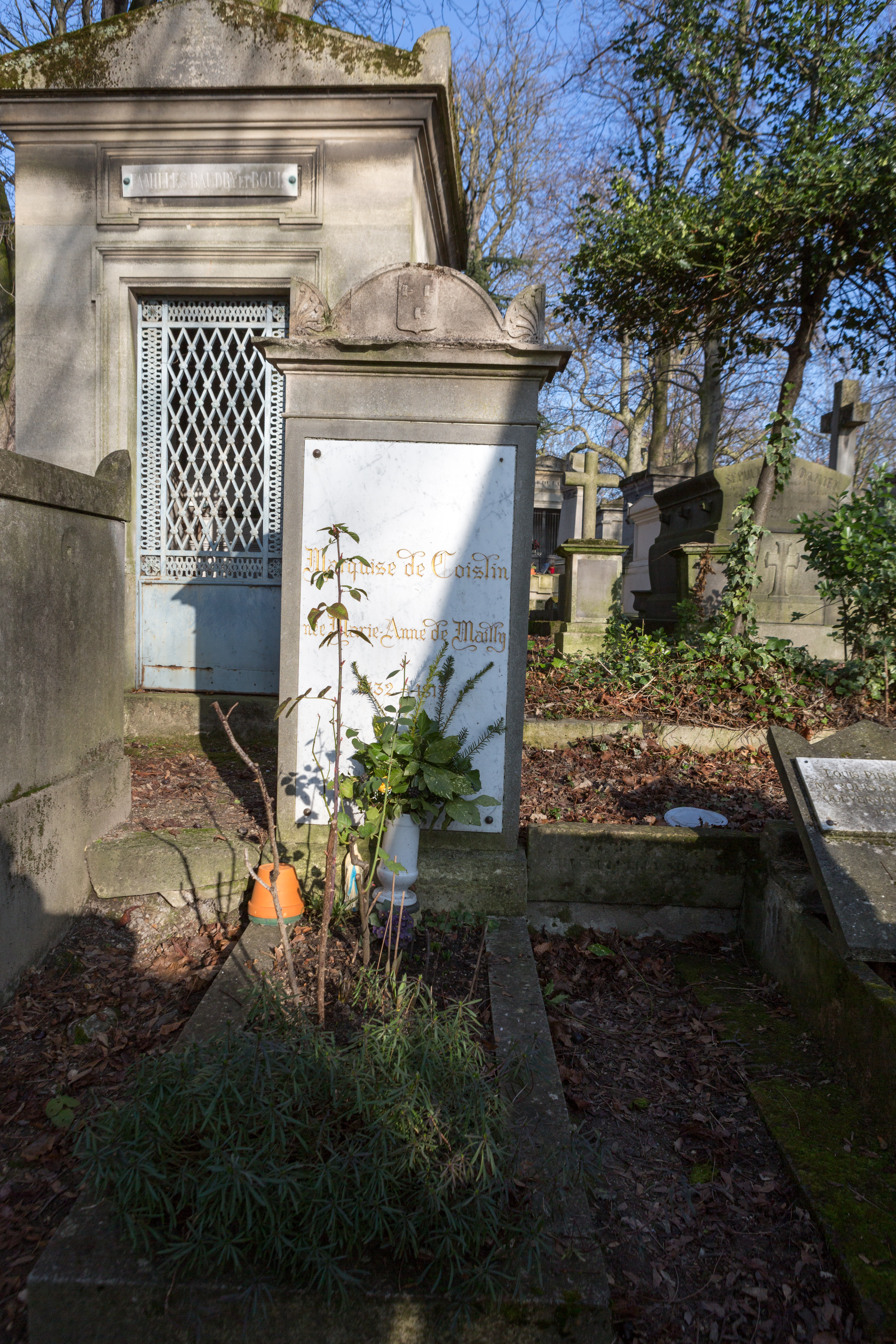
Grabstätte der Marquise de Coislin auf dem Friedhof Père-Lachaise

Marie-Anne Louise Adélaïde de Mailly-Rubempré, durch ihre Ehe Marquise de Coislin (* 17. September 1732 auf Schloss La Borde in Châtillon-la-Borde; † 13. Februar 1817), war eine französische Aristokratin und Mätresse von Ludwig XV.

## Leben
Marie-Anne de Mailly-Rubempré ist die Tochter von General Louis de Mailly, Marquis de Nesle, Ritter im Orden vom Heiligen Geist, und Anne-Françoise-Elisabeth L’Arbaleste de Melun; sie ist eine Enkelin von Louis de Mailly, Comte de Mailly, und Anne Marie Françoise de Sainte-Hermine, und Schwester von Thais de Mailly, Princesse de Montbarrey als Ehefrau von Alexandre-Marie-Léonor de Saint-Mauris de Montbarrey, der 1777 bis 1780 französischer Kriegsminister war.
Sie heiratete am 8. April 1750 Charles-Georges-René du Cambout, Marquis de Coislin (* 15. Februar 1728; † 20. Januar 1771). Einziges bekanntes Kind aus der Ehe ist: Pierre Louis (* 12. Februar 1769, «après 19 ans de mariage»)
„Nie war ein Paar weniger dazu bestimmt, zusammenzubleiben. Nach einigen Jahren - ihre Kinder waren fast bei der Geburt gestorben - trennten sie sich. Als Oberst der französischen Grenadiere machte M. de Coislin Karriere, während seine Frau in Paris, dem ‚Schauplatz ihres Ruhmes‘, blieb, das Haus ihres Vaters, des Grafen de Mailly, schmückte und die Huldigungen des Hofes und der Stadt entgegennahm. Nachdem er den Krieg ‚mit Eifer und Mut‘ geführt hatte, zog sich M. de Coislin auf seine Höfe in der Bretagne zurück, wo er kurz darauf starb.“
Marie Anne de Coislin war eine Freundin von Louis François, Prince de Conti, dem Vertrauten Ludwigs XV. und Gegner von Madame de Pompadour, der es gelang, ihn im Vorfeld des Siebenjährigen Kriegs aus der Diplomatie herauszuhalten. Nachdem Conti 1752 mit Charlotte Rosalie de Choiseul-Beaupré eine Kandidatin als Ersatz für Madame de Pompadour als Maîtresse-en-titre des Königs präsentiert und nur kurzfristig Erfolg gehabt hatte, versuchte er es 1755 mit Marie Anne de Coislin ein weiteres Mal. Es gelang ihr, die heimliche Geliebte des Königs zu werden, was am Hof einige Aufmerksamkeit erregte, wurde allerdings als „l’altière Vasthi“ („die hochmütige Waschti“) bezeichnet. Letztendlich scheiterte das Komplott jedoch, Conti brach mit dem König und zog sich nach Paris zurück. Auch die Marquise de Coislin verließ den Hof, sie zog sich in das Pariser Hôtel particulier der Familie Mailly zurück, wo sie einen intellektuellen und galanten Salon führte.
In der ersten Hälfte der 1760er Jahre hatte sie eine kurze Affäre mit dem Comte de Coigny, ihre Vertrautheit mit dem Chevalier de Durfort, Colonel des Régiment d’Orléans dragons, hielt länger, obwohl sie während seiner dienstlichen Abwesenheit ihren Einfluss auf den Prinzen von Conti zurückgewann.
In der zweiten Hälfte der 1760er Jahre, mit 37 Jahren war die Marquise de Coislin aufgrund ihrer galanten Abenteuer eine Berühmtheit geworden. Als Christian VII., der junge König von Dänemark, auf seiner Europareise 1768 nach Frankreich kam, bemerkte man seine Anwesenheit bei der Marquise de Coislin. Wenig später wollte ein anderer Nordeuropäer sie kennenlernen, der Kronprinz Gustav von Schweden, der sich in Paris befand, bis sein Vater Adolf Friedrich am 12. Februar 1771 starb. In dieser Zeit wurde ihr Sohn Pierre Louis ehelich geboren (Februar 1769) und zog sich ihr Ehemann in die Bretagne zurück, wo er im Januar 1771 starb.

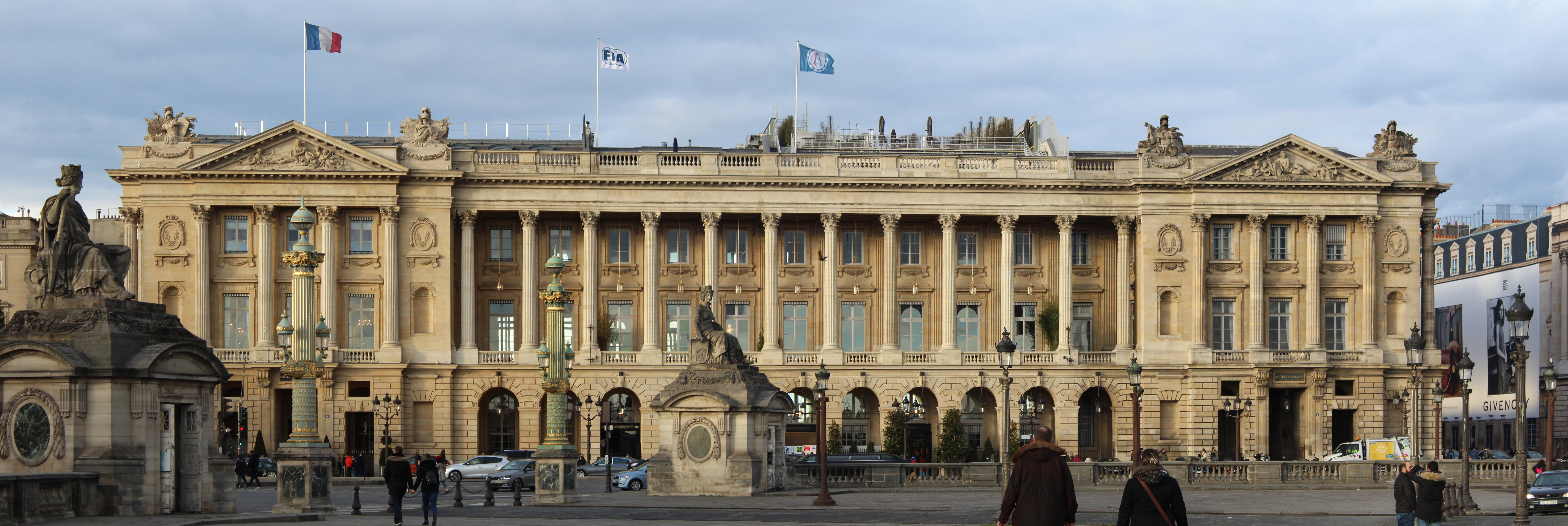
Die Hôtels Crillon, Cartier, Plessis Belliére und Coislin (2018)

Im Jahr 1770 ließ sie vom königlichen Architekten Jacques-Ange Gabriel das Hôtel de Coislin bauen (heute Place de la Concorde Nr. 4). 1758 hatte Ludwig XV. Jacques-Ange Gabriel beauftragt, an der Place Louis-XV zwei identische Fassaden auf beiden Seiten der Rue Royale zu errichten: Die Ostfassade wurde von Anfang an bis zur Revolution vom Hôtel du Garde-Meuble de la Couronne besetzt, während das erste Hôtel de la Monnaie die Westfassade einnehmen sollte, was dann aber nicht realisiert wurde. Das Gelände hinter der westlichen Kolonnade wurde daraufhin in vier Parzellen aufgeteilt, die Privatleuten mit der Auflage überlassen wurden, hinter Gabriels Fassade Hôtels particuliers zu errichten; die Parzelle an der Rue Royale kaufte die Marquise de Coislin; benachbart wurden das Hôtel du Plessis-Bellière (Nr. 6), das Hôtel Cartier (Nr. 8) und das Hôtel de Crillon (Nr. 10) errichtet.
Nach dem Tod Ludwigs XV. 1774 näherte sich die Marquise de Coislin dem Hof wieder an – was ihr umso leichter fiel, als der Ehemann ihrer Schwester Thais de Mailly, Princesse de Montbarrey, Alexandre-Marie-Léonor de Saint-Mauris de Montbarrey, von 1777 bis 1780 französischer Kriegsminister war.
Andere enge Vertraute der Marquise de Coislin waren die Rohan-Soubise, denen sie – wie so viele andere auch – ihr Geld anvertraut hatte, dass dann 1782 im Bankrott der Rohan-Guéméné verloren ging und ihren persönlichen Ruin bedeutete.
Während der Revolution lebte sie versteckt in Rouen, dann in der Bretagne und in der Vendée und entkam so den Verfolgungen der Terrorherrschaft.
In der Zeit des Kaiserreichs war sie Freundin und Vertraute von François-René de Chateaubriand (1768–1848) und Céleste de Châteaubriand (1774–1847), die von Frühjahr 1805 bis Herbst 1807 ihre Mieter in einem Teil des Hôtel de Coislin waren. Sie lebte weitgehend zurückgezogen, hatte kurz Kontakt mit Juliane von Krüdener (1764–1824), häufiger mit Helena Potocka (1763–1815), als diese in der Rue de Caumartin wohnte, und dort mehrmals pro Woche einen Freundeskreis aus dem Ancien Régime zu Gast hatte.
Die Marquise de Coislin starb in ihrem 85. Lebensjahr am 13. Februar 1817 und wurde auf dem Friedhof Père-Lachaise (24. Abteilung) beigesetzt. Ihr Grab wurde dank der Intervention von Nicolette Miquelestorena-Albanese (1924–2014) bei der Friedhofskonservierung vor der Zerstörung bewahrt und von José Larrère restauriert, einem Förderer der Association Internationale du cimetière du Père-Lachaise.